# NGC 4125
NGC 4125 is een elliptisch sterrenstelsel in het sterrenbeeld Draak. Het hemelobject werd op 4 januari 1850 ontdekt door de Britse astronoom John Russell Hind.

## Synoniemen
- UGC 7118
- MCG 11-15-27
- ZWG 315.19
- IRAS12055+6527
- PGC 38524